# Coupe de l'AFC 2013
Navigation
Édition précédente Édition suivante
La Coupe de l'AFC 2013 est la 10e édition de la Coupe de l'AFC, se jouant entre des clubs de nations membres de la Confédération asiatique de football. 
Les équipes se sont qualifiées par le biais de leur championnat respectif ou en remportant leur coupe nationale. L'ensemble des pays concernés engage deux représentants (le champion et le vainqueur de la Coupe, ou le deuxième du championnat en cas de doublé).
Plusieurs changements ont lieu par rapport à la saison dernière. Tout d'abord, les perdants des barrages en Ligue des champions de l'AFC ne sont plus reversés en Coupe de l'AFC. Le Tadjikistan est autorisé à aligner deux équipes, à la suite de ses bons résultats lors des précédentes éditions de la Coupe du président de l'AFC. Ensuite, le Bahrein compte deux représentants après avoir décidé de ne pas participer à l'édition 2012; cependant, Al Muharraq Club déclare forfait avant son match de barrage.
La finale oppose deux clubs d'un même pays, le Koweït, pour la troisième fois dans l'histoire de la compétition (après les finales de 2004 et 2007). Le tenant du titre, Koweït SC conserve le trophée après s'être imposé 2-0 contre Qadsia SC, qui perd pour la deuxième fois en finale de la Coupe de l'AFC. Les finalistes sont également honorés par le biais de leurs joueurs : l'attaquant tunisien d'Al-Kuwait Issam Jemâa est sacré meilleur buteur de l'épreuve avec 16 buts inscrits et le milieu de terrain d'Al-Qadsia Bader Al-Mutawa obtient le titre de meilleur joueur de la compétition.

## Participants
| Phase de groupes | Phase de groupes |
| Asie de l'Ouest (Groupes A-D) | Asie de l'Est (Groupes E-H) |
| --- | --- |
| - Riffa Club - Champion de Bahreïn 2011-2012 - Arbil SC - Champion d'Irak 2011-2012 - Dohuk SC - Finaliste du championnat d'Irak 2011-2012 - Al-Faisaly Club - Champion de Jordanie 2011-2012 - Al Ramtha SC - Vice-champion de Jordanie 2011-2012 - Qadsia SC - Champion du Koweït 2011-2012 - Koweït SC - Vice-champion du Koweït 2011-2012 - Safa Beyrouth - Champion du Liban 2011-2012 - Al-Ansar Club - Vainqueur de la Coupe du Liban 2011-2012 - Fanja Club - Champion d'Oman 2011-2012 - Dhofar Club - Vainqueur de la Coupe d'Oman 2011 - Al Shorta Damas - Champion de Syrie 2011-2012 - Ravshan Kulob - Champion du Tadjikistan 2012 - Al-Sha'ab Ibb - Champion du Yémen 2011-2012 | - Kitchee SC - Champion de Hong Kong 2011-2012 - Xiangxue Sun Hei - Vainqueur du Hong Kong Senior Shield 2011-2012 - East Bengal Club - Vice-champion d'Inde 2011-2012 - Churchill Brothers SC - 3e du championnat d'Inde 2011-2012 - Semen Padang - Vainqueur de l'Indonesia Premier League 2011-2012 - Persibo Bojonegoro - Vainqueur de la Coupe d'Indonésie 2012 - Kelantan FA - Champion de Malaisie 2012 - Selangor FA - 3e du championnat de Malaisie 2012 - New Radiant - Champion des Maldives 2012 - Maziya SRC - Vainqueur de la Coupe des Maldives 2012 - Yangon United - Champion de Birmanie 2012 - Ayeyawady United - Vainqueur de la Coupe de Birmanie 2012 - Tampines Rovers - Champion de Singapour 2012 - Warriors FC - Vainqueur de la coupe de Singapour 2012 - Đà Nẵng Club - Champion du Viêt Nam 2012 - Xuan Thanh de Saigon - Vainqueur de la coupe du Viêt Nam 2012 |
| Participants au barrage | |
| - Regar-TadAZ Tursunzoda - Vainqueur de la coupe du Tadjikistan 2012 - Al Muharraq Club - Vainqueur de la coupe de Bahreïn 2012 (forfait) - Al Wahda Club - Vainqueur de la coupe de Syrie 2012 - Al-Ahli Ta'izz - Vainqueur de la coupe du Yémen 2012 | Aucun |

## Calendrier
| Tour             | Nom                                             | Date aller                    | Date retour                             | Équipes participantes |                  |
| Phase de groupes | Phase de groupes                                | Phase de groupes              | Phase de groupes                        | Phase de groupes      | Phase de groupes |
| ---------------- | ----------------------------------------------- | ----------------------------- | --------------------------------------- | --------------------- | ---------------- |
| 1-6              | Journées 1 et 5 Journées 2 et 6 Journées 3 et 4 | 5-6 mars 12-13 mars 2-3 avril | 23-24 avril 30 avril-1er mai 9-10 avril | 32                    |                  |
| Phase finale     |                                                 |                               |                                         |                       |                  |
| 1                | Huitièmes de finale                             | 14-15 mai                     | 14-15 mai                               | 16                    |                  |
| 2                | Quarts de finale                                | 17 septembre                  | 24 septembre                            | 8                     |                  |
| 3                | Demi-finale                                     | 1er octobre                   | 22 octobre                              | 4                     |                  |
| 4                | Finale                                          | 2 novembre                    | 2 novembre                              | 2                     |                  |

## Tour préliminaire
Au départ, deux places sont attribuées à la suite de barrages. À la suite du forfait du club bahreini d'Al Muharraq, son adversaire, la formation du Tadjikistan de Regar-TadAZ Tursunzoda est directement qualifié pour la phase de groupes. Il n'y a donc qu'un seul affrontement en barrage :
| Équipe 1                 | Résultat | Équipe 2               |
| ------------------------ | -------- | ---------------------- |
| Al Wahda Club            | 3 - 5    | Al-Ahli Ta'izz         |
| forfait Al Muharraq Club | -        | Regar-TadAZ Tursunzoda |

## Phase de groupes
Légende des classements
- Qualifié pour les huitièmes de finale

Légende des résultats
- Victoire à domicile
- Match nul
- Victoire à l'extérieur

### Groupe A
| Rang | Équipe                 | Pts | J | G | N | P | Bp | Bc | Diff |  | Résultats (▼ dom., ► ext.) |     |     |     |     |
| ---- | ---------------------- | --- | - | - | - | - | -- | -- | ---- |  | -------------------------- | --- | --- | --- | --- |
| 1    | Koweït SC              | 12  | 6 | 4 | 0 | 2 | 15 | 6  | +9   |  | Koweït SC                  |     | 2-3 | 3-1 | 5-0 |
| 2    | Riffa Club             | 10  | 6 | 3 | 1 | 2 | 9  | 6  | +3   |  | Riffa Club                 | 0-2 |     | 2-0 | 1-1 |
| 3    | Safa Beyrouth          | 10  | 6 | 3 | 1 | 2 | 7  | 8  | -1   |  | Safa Beyrouth              | 1-0 | 1-0 |     | 1-1 |
| 4    | Regar-TadAZ Tursunzoda | 2   | 6 | 0 | 2 | 4 | 5  | 16 | -11  |  | Regar-TadAZ Tursunzoda     | 1-3 | 0-3 | 2-3 |     |

### Groupe B
| Rang | Équipe         | Pts | J | G | N | P | Bp | Bc | Diff |  | Résultats (▼ dom., ► ext.) |     |     |     |     |
| ---- | -------------- | --- | - | - | - | - | -- | -- | ---- |  | -------------------------- | --- | --- | --- | --- |
| 1    | Arbil SC       | 18  | 6 | 6 | 0 | 0 | 17 | 0  | +17  |  | Arbil SC                   |     | 1-0 | 2-0 | 4-0 |
| 2    | Fanja Club     | 10  | 6 | 3 | 1 | 2 | 9  | 6  | +3   |  | Fanja Club                 | 0-4 |     | 4-0 | 3-1 |
| 3    | Al-Ansar Club  | 7   | 6 | 2 | 1 | 3 | 7  | 9  | -2   |  | Al-Ansar Club              | 0-2 | 0-0 |     | 5-1 |
| 4    | Al-Ahli Ta'izz | 0   | 6 | 0 | 0 | 6 | 2  | 20 | -18  |  | Al-Ahli Ta'izz             | 0-4 | 0-2 | 0-2 |     |

### Groupe C
| Rang | Équipe          | Pts | J | G | N | P | Bp | Bc | Diff |  | Résultats (▼ dom., ► ext.) |     |     |     |     |
| ---- | --------------- | --- | - | - | - | - | -- | -- | ---- |  | -------------------------- | --- | --- | --- | --- |
| 1    | Al Faisaly Club | 13  | 6 | 4 | 1 | 1 | 9  | 15 | -6   |  | Al Faisaly Club            |     | 1-0 | 2-3 | 2-1 |
| 2    | Dohuk SC        | 12  | 6 | 4 | 0 | 2 | 14 | 6  | +8   |  | Dohuk SC                   | 0-1 |     | 6-1 | 2-1 |
| 3    | Dhofar Club     | 10  | 6 | 3 | 1 | 2 | 8  | 12 | -4   |  | Dhofar Club                | 1-1 | 1-3 |     | 1-0 |
| 4    | Al-Sha'ab Ibb   | 0   | 6 | 0 | 0 | 6 | 3  | 11 | -8   |  | Al-Sha'ab Ibb              | 0-2 | 1-3 | 0-1 |     |

### Groupe D
| Rang | Équipe          | Pts | J | G | N | P | Bp | Bc | Diff |  | Résultats (▼ dom., ► ext.) |     |     |     |     |
| ---- | --------------- | --- | - | - | - | - | -- | -- | ---- |  | -------------------------- | --- | --- | --- | --- |
| 1    | Qadsia SC       | 13  | 6 | 4 | 1 | 1 | 13 | 4  | +9   |  | Qadsia SC                  |     | 0-1 | 2-2 | 3-0 |
| 2    | Al Shorta Damas | 12  | 6 | 4 | 0 | 2 | 8  | 5  | +3   |  | Al Shorta Damas            | 0-2 |     | 0-1 | 2-0 |
| 3    | Al Ramtha SC    | 10  | 6 | 3 | 1 | 2 | 10 | 7  | +3   |  | Al Ramtha SC               | 0-3 | 1-2 |     | 5-0 |
| 4    | Ravshan Kulob   | 0   | 6 | 0 | 0 | 6 | 2  | 17 | -15  |  | Ravshan Kulob              | 1-3 | 1-3 | 0-1 |     |

### Groupe E
| Rang | Équipe                | Pts | J | G | N | P | Bp | Bc | Diff |  | Résultats (▼ dom., ► ext.) |     |     |     |     |
| ---- | --------------------- | --- | - | - | - | - | -- | -- | ---- |  | -------------------------- | --- | --- | --- | --- |
| 1    | Semen Padang          | 16  | 6 | 5 | 1 | 0 | 15 | 6  | +9   |  | Semen Padang               |     | 3-1 | 3-1 | 3-1 |
| 2    | Kitchee SC            | 12  | 6 | 4 | 0 | 2 | 18 | 7  | +11  |  | Kitchee SC                 | 1-2 |     | 3-0 | 5-0 |
| 3    | Churchill Brothers SC | 4   | 6 | 1 | 1 | 4 | 6  | 12 | -6   |  | Churchill Brothers SC      | 2-2 | 0-4 |     | 3-0 |
| 4    | Warriors FC           | 3   | 6 | 1 | 0 | 5 | 4  | 18 | -14  |  | Warriors FC                | 0-2 | 2-4 | 1-0 |     |

### Groupe F
| Rang | Équipe             | Pts | J | G | N | P | Bp | Bc | Diff |  | Résultats (▼ dom., ► ext.) |     |     |     |     |
| ---- | ------------------ | --- | - | - | - | - | -- | -- | ---- |  | -------------------------- | --- | --- | --- | --- |
| 1    | New Radiant        | 15  | 6 | 5 | 0 | 1 | 20 | 4  | +16  |  | New Radiant                |     | 3-1 | 1-0 | 6-1 |
| 2    | Yangon United      | 15  | 6 | 5 | 0 | 1 | 18 | 5  | +13  |  | Yangon United              | 2-0 |     | 2-0 | 3-0 |
| 3    | Xiangxue Sun Hei   | 4   | 6 | 1 | 1 | 4 | 12 | 10 | +2   |  | Xiangxue Sun Hei           | 1-3 | 0-3 |     | 8-0 |
| 4    | Persibo Bojonegoro | 1   | 6 | 0 | 1 | 5 | 4  | 28 | -24  |  | Persibo Bojonegoro         | 1-7 | 0-7 | 3-3 |     |

### Groupe G
| Rang | Équipe           | Pts | J | G | N | P | Bp | Bc | Diff |  | Résultats (▼ dom., ► ext.) |     |     |     |     |
| ---- | ---------------- | --- | - | - | - | - | -- | -- | ---- |  | -------------------------- | --- | --- | --- | --- |
| 1    | Kelantan FA      | 13  | 6 | 4 | 1 | 1 | 14 | 9  | +5   |  | Kelantan FA                |     | 5-0 | 1-1 | 3-1 |
| 2    | Đà Nẵng Club     | 12  | 6 | 4 | 0 | 2 | 11 | 12 | -1   |  | Đà Nẵng Club               | 0-1 |     | 3-1 | 2-1 |
| 3    | Maziya SRC       | 7   | 6 | 2 | 1 | 3 | 13 | 12 | +1   |  | Maziya SRC                 | 6-1 | 2-3 |     | 3-1 |
| 4    | Ayeyawady United | 3   | 6 | 1 | 0 | 5 | 9  | 14 | -5   |  | Ayeyawady United           | 1-3 | 2-3 | 3-0 |     |

### Groupe H
| Rang | Équipe               | Pts | J | G | N | P | Bp | Bc | Diff |  | Résultats (▼ dom., ► ext.) |     |     |     |     |
| ---- | -------------------- | --- | - | - | - | - | -- | -- | ---- |  | -------------------------- | --- | --- | --- | --- |
| 1    | East Bengal Club     | 14  | 6 | 4 | 2 | 0 | 13 | 6  | +7   |  | East Bengal Club           |     | 1-0 | 4-1 | 2-1 |
| 2    | Selangor FA          | 8   | 6 | 2 | 2 | 2 | 12 | 11 | +1   |  | Selangor FA                | 2-2 |     | 3-1 | 3-3 |
| 3    | Xuan Thanh de Saigon | 8   | 6 | 2 | 2 | 2 | 9  | 12 | -3   |  | Xuan Thanh de Saigon       | 0-0 | 2-1 |     | 2-2 |
| 4    | Tampines Rovers      | 2   | 6 | 0 | 2 | 4 | 12 | 17 | -5   |  | Tampines Rovers            | 2-4 | 2-3 | 2-3 |     |

## Phase finale

### Huitièmes de finale
| Équipe 1         | Résultat      | Équipe 2        |
| ---------------- | ------------- | --------------- |
| Koweït SC        | 1 - 1 4-1 tab | Dohuk SC        |
| Al Faisaly Club  | 3 - 1         | Riffa Club      |
| Arbil SC         | 3 - 4 ap      | Al Shorta Damas |
| Qadsia SC        | 4 - 0         | Fanja Club      |
| Semen Padang     | 2 - 1         | Đà Nẵng Club    |
| Kelantan FA      | 0 - 2         | Kitchee SC      |
| New Radiant      | 2 - 0 ap      | Selangor FA     |
| East Bengal Club | 5 - 1         | Yangon United   |

### Tableau final
|  | Quarts de finale | Quarts de finale | Quarts de finale | Quarts de finale |           |           | Demi-finales | Demi-finales | Demi-finales | Demi-finales |  |  | Finale | Finale | Finale | Finale |
|  |                  |                  |                  |                  |           |           |              |              |              |              |  |  |        |        |        |        |
|  |                  |                  |                  |                  |           |           |              |              |              |              |  |  |        |        |        |        |
|  |                  |                  |                  |                  |           |           |              |              |              |              |  |  |        |        |        |        |
|  | Qadsia SC        | Qadsia SC        | 0                | 2e               |           |           |              |              |              |              |  |  |        |        |        |        |
|  | Qadsia SC        | Qadsia SC        | 0                | 2e               |           |           |              |              |              |              |  |  |        |        |        |        |
|  | Al-Shorta        | Al-Shorta        | 0                | 2                |           |           |              |              |              |              |  |  |        |        |        |        |
|  | Al-Shorta        | Al-Shorta        | 0                | 2                | Qadsia SC | Qadsia SC | 2            | 1            |              |              |  |  |        |        |        |        |
|  |                  |                  |                  |                  | Qadsia SC | Qadsia SC | 2            | 1            |              |              |  |  |        |        |        |        |
|  |                  |                  | Al-Faisaly Club  | Al-Faisaly Club  | 1         | 0         |              |              |              |              |  |  |        |        |        |        |
|  | Kitchee          | Kitchee          | Al-Faisaly Club  | Al-Faisaly Club  | 1         | 0         | 1            | 1            |              |              |  |  |        |        |        |        |
|  | Kitchee          | Kitchee          |                  |                  |           |           |              | 1            |              |              |  |  |        |        |        |        |
|  | Al-Faisaly Club  | Al-Faisaly Club  | 2                | 2                |           |           |              |              |              |              |  |  |        |        |        |        |
|  | Al-Faisaly Club  | Al-Faisaly Club  | 2                | 2                | Qadsia SC | Qadsia SC | 0            | 0            |              |              |  |  |        |        |        |        |
|  |                  |                  |                  |                  | Qadsia SC | Qadsia SC | 0            | 0            |              |              |  |  |        |        |        |        |
|  |                  |                  | Koweït SC        | Koweït SC        | 2         | 2         |              |              |              |              |  |  |        |        |        |        |
|  | New Radiant      | New Radiant      | Koweït SC        | Koweït SC        | 2         | 2         | 2            | 0            |              |              |  |  |        |        |        |        |
|  | New Radiant      | New Radiant      |                  |                  |           |           |              |              |              |              |  |  |        |        |        |        |
|  | Koweït SC        | Koweït SC        | 7                | 5                |           |           |              |              |              |              |  |  |        |        |        |        |
|  | Koweït SC        | Koweït SC        | 7                | 5                | Koweït SC | Koweït SC | 4            | 3            |              |              |  |  |        |        |        |        |
|  |                  |                  |                  |                  | Koweït SC | Koweït SC | 4            | 3            |              |              |  |  |        |        |        |        |
|  |                  |                  | Semen Padang     | Semen Padang     | 2         | 0         |              |              |              |              |  |  |        |        |        |        |
|  | East Bengal      | East Bengal      | Semen Padang     | Semen Padang     | 2         | 0         | 0            | 1            |              |              |  |  |        |        |        |        |
|  | East Bengal      | East Bengal      |                  |                  |           |           |              | 1            |              |              |  |  |        |        |        |        |
|  | Semen Padang     | Semen Padang     | 1                | 1                |           |           |              |              |              |              |  |  |        |        |        |        |
|  | Semen Padang     | Semen Padang     | 1                | 1                |           |           |              |              |              |              |  |  |        |        |        |        |
|  |                  |                  |                  |                  |           |           |              |              |              |              |  |  |        |        |        |        |

### Finale
| 2 novembre 2013 | Qadsia SC | 0 - 2 | Koweït SC                 | Stade Al-Sadaqua Walsalam, Koweït City                    |                                                           |
| 19:00           |           |       | 52e Rogerinho · 64e Jemâa | Spectateurs : 10 000 Arbitrage : Abdul Malik Abdul Bashir | Spectateurs : 10 000 Arbitrage : Abdul Malik Abdul Bashir |